# 傑克·基爾比
傑克·基爾比（英語：Jack Kilby，1923年11月8日—2005年6月20日），美国物理学家，積體電路的两位發明人之一（另一位是罗伯特·诺伊斯），德州仪器的工程師，其於1958年發明積體電路，

## 生平
1923年，他生於美國密蘇里州。大學畢業於伊利诺伊大学厄巴纳-香槟分校。
1958年，他進入德州儀器工作(台積電創辦人張忠謀同年進入德州儀器)。當時，電路的各種元件包括：電晶體、電阻、電容或是二極體等等都相當巨大且笨重，它們各自被製造出來再互相連結，產線上的人員必須要進行焊接及線路連結，容易出錯且體積無法縮小。這些問題讓電路占空間又沒效率，在當時還有一個專有名詞「Tyranny of numbers」來描述這個問題。
起初，解決這個問題的做法稱為「Micro-Module program」，由美軍通訊部隊資助研發，作法是將每個電子零件的大小及形狀統一，如此一來互相連接的製程就可以標準化，不用煩惱因為大小不一產生的問題。當時德州儀器便參與在這項計畫之中。
1958年5月，他加入德州儀器後，雖然公司積極投入這項計畫，但他並不認為Micro-Module program是解決這個問題的方法。於是他開始尋求替代方案，他先設計出了一項替代產品，並開始做成本分析，結果卻發現成本過高，沒有量產價值，眼看著又是個毫無進展的一年。但就在此時，1958年的夏天，改變人類科技發展的契機出現了：德州儀器工廠停工休假，員工們除了他都開心放假去了。由於他是剛加入的菜鳥，沒假可放，只好苦命的在辦公室，繼續盯著成本分析發愁。他心裡知道，若是再不找出有效的解決方案，就只能認命，乖乖回去做他一點興趣都沒有的Micro-Module program。在這個反趨動力下，他不斷思索解決方案，過程中他漸漸發現解決這個問題的關鍵是「半導體」，於是在這辦公室清閒之際，他得以不受干擾的將這個概念具體化。
但當假期結束，他將心中想法跟老闆Willis Adcock報告後，Adcock卻半信半疑，只是說：「你做個東西出來看看。」
1958年8月，他利用矽做出了成長接合式電晶體、電阻以及電容，但這僅僅證明電子元件都可以用同一種材料做，但還沒辦法整合。
1958年9月，他用鍺(Ge)做出了一片僅僅只有7/16英吋乘1/16英吋的元件，這個元件的功能很簡單，就是產生正弦波。人類史上的第一片積體電路就這麼誕生了。有趣的是，第一片晶片用的是鍺，而非矽。一開始業界根本不覺得有什麼價值，只有美軍對這個的概念有興趣，他自己也說：「在當時，這只是科技會議上大家娛樂用的話題而已。」但還好有美軍支持。
1961年，美國空軍第一次使用矽晶圓製成的積體電路，1962年被安裝在義勇兵洲際彈道飛彈中。應用於軍事上的成功讓德州儀器的創辦人，他的老闆Patrick Haggerty開始認真思考推廣積體電路。Haggerty認知到，要讓積體電路引人注意，就必須推出一個真正能被使用的產品。Haggerty便給了他一個挑戰；做出一款尺寸小到能放入口袋的計算機。他沒有讓老闆失望地完成任務。就這樣，第一款利用積體電路製造的商用計算機問世，造成了極大的回響。
1998年，他首次到台湾訪問，並獲得國立交通大學榮譽博士學位。
2000年，他獲得了諾貝爾物理学獎。
2005年6月20日，因癌症在美國德州達拉斯市去世，享年81歲。